# Chaponost
Chaponost ist eine französische Gemeinde mit 9217 Einwohnern (Stand: 1. Januar 2022) im Département Rhône in der Region Auvergne-Rhône-Alpes. Sie gehört zum Arrondissement Lyon und zum Kanton Brignais. Die Einwohner heißen Chaponois(es). 

## Geographie
Chaponost ist eine Banlieue im Südwesten von Lyon und liegt im Weinbaugebiet Coteaux du Lyonnais. Der Fluss Garon begrenzt die Gemeinde im Südwesten. 

### Nachbargemeinden
Umgeben wird Chaponost von den Nachbargemeinden Francheville im Norden, Sainte-Foy-lès-Lyon und Oullins-Pierre-Bénite im Nordosten, Saint-Genis-Laval im Osten, Brignais im Süden, Soucieu-en-Jarrest im Südwesten und Brindas im Westen und Nordwesten.

## Bevölkerungsentwicklung
| Jahr                       | 1962 | 1968 | 1975 | 1982 | 1990 | 1999 | 2006 | 2017 |
| Einwohner                  | 3143 | 3638 | 4632 | 5278 | 6911 | 7832 | 7967 | 8717 |
| Quellen: Cassini und INSEE |      |      |      |      |      |      |      |      |

## Sehenswürdigkeiten

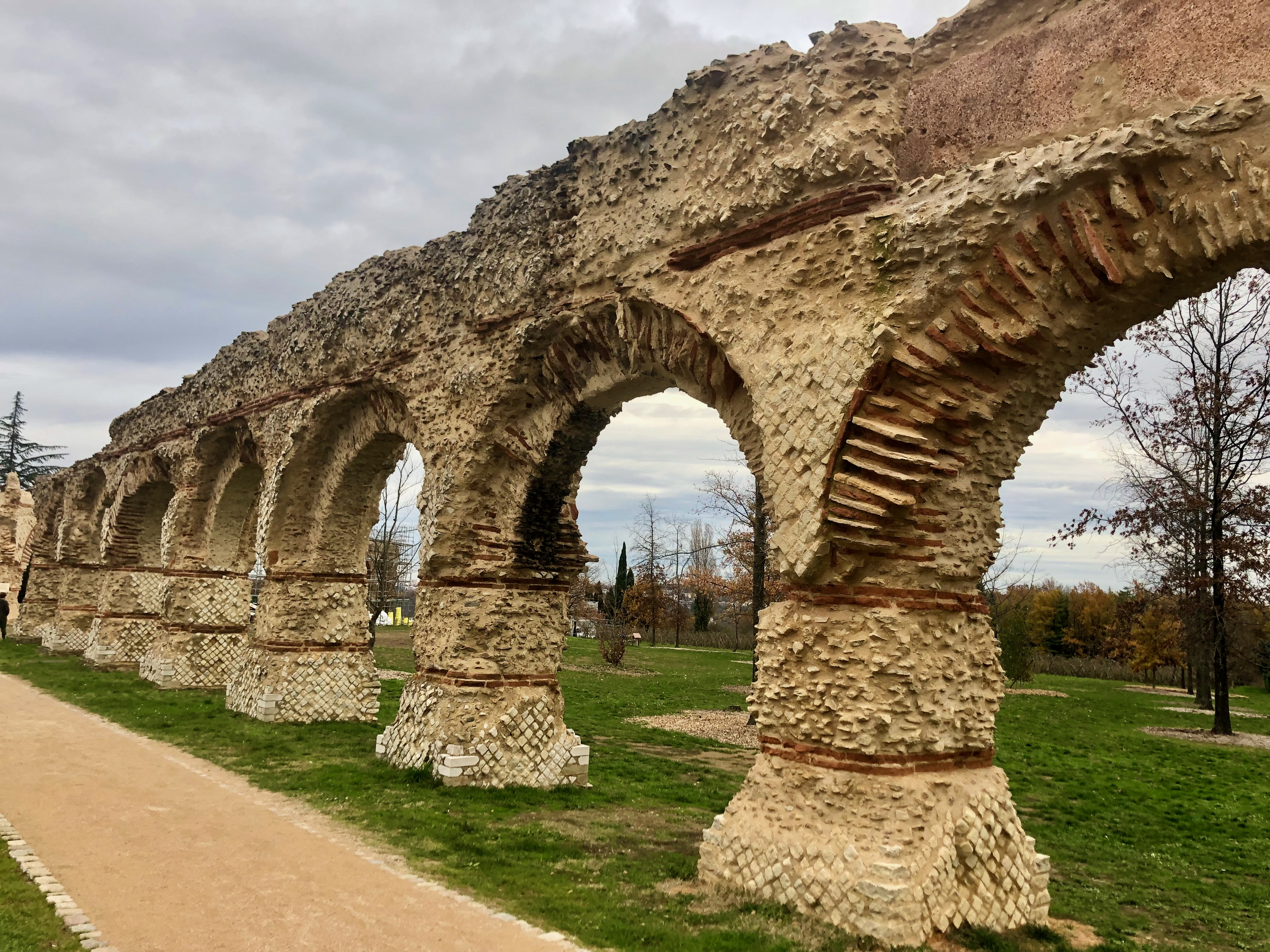
Das Aquädukt von Gier

- Römischer Aquädukt, erbaut im 2. Jahrhundert unter Hadrian. Der Aquädukt führte das Quellwasser des Gier über 86 Kilometer. Die Reste in Chaponost sind seit 2012 als Monument historique ausgewiesen.
- Château des Cartières
- Château de Montalant (auch italienisches Château genannt)
- Étang du Boulard

## Gemeindepartnerschaft
- Lesignano de’ Bagni, Provinz Parma (Emilia-Romagna), Italien, seit 2008